# Belajdi Pusi
Belajdi Pusi (Scutari, 23 gennaio 1998) è un calciatore albanese, attaccante del Fakel Voronež.

## Carriera

### Club
Il 22 gennaio 2023 viene acquistato a titolo definitivo dalla squadra azera del Turan Tovuz.

## Statistiche

### Presenze e reti nei club
Statistiche aggiornate al 24 gennaio 2025.
| Stagione           | Squadra            | Campionato         | Campionato | Campionato | Coppe nazionali | Coppe nazionali | Coppe nazionali | Coppe continentali | Coppe continentali | Coppe continentali | Altre coppe | Altre coppe | Altre coppe | Totale | Totale |
| Stagione           | Squadra            | Comp               | Pres       | Reti       | Comp            | Pres            | Reti            | Comp               | Pres               | Reti               | Comp        | Pres        | Reti        | Pres   | Reti   |
| ------------------ | ------------------ | ------------------ | ---------- | ---------- | --------------- | --------------- | --------------- | ------------------ | ------------------ | ------------------ | ----------- | ----------- | ----------- | ------ | ------ |
| 2017-2018          | Vllaznia           | KS                 | 3          | 1          | CA              | 1               | 0               | -                  | -                  | -                  | -           | -           | -           | 4      | 1      |
| 2018-2019          | Vllaznia           | KP                 | 9          | 0          | CA              | 2               | 0               | -                  | -                  | -                  | -           | -           | -           | 11     | 0      |
| 2019-gen. 2020     | Vllaznia           | KS                 | 4          | 0          | CA              | 2               | 0               | -                  | -                  | -                  | -           | -           | -           | 6      | 0      |
| Totale Vllaznia    | Totale Vllaznia    | Totale Vllaznia    | 16         | 1          |                 | 5               | 0               |                    | -                  | -                  |             | -           | -           | 21     | 1      |
| gen.-giu. 2020     | Skënderbeu         | KS                 | 8          | 1          | CA              | 2               | 0               | -                  | -                  | -                  | -           | -           | -           | 10     | 1      |
| 2020-2021          | Skënderbeu         | KS                 | 30         | 4          | CA              | 4               | 1               | -                  | -                  | -                  | -           | -           | -           | 34     | 5      |
| 2021-2022          | Skënderbeu         | KS                 | 26         | 2          | CA              | 6               | 1               | -                  | -                  | -                  | -           | -           | -           | 32     | 3      |
| 2022-gen. 2023     | Skënderbeu         | KP                 | 11         | 4          | CA              | 1               | 2               | -                  | -                  | -                  | -           | -           | -           | 12     | 6      |
| Totale Skënderbeu  | Totale Skënderbeu  | Totale Skënderbeu  | 75         | 11         |                 | 13              | 4               |                    | -                  | -                  |             | -           | -           | 88     | 15     |
| gen.-giu. 2023     | Turan Tovuz        | PL                 | 18         | 0          | CA              | 2               | 0               | -                  | -                  | -                  | -           | -           | -           | 20     | 0      |
| 2023-2024          | Turan Tovuz        | PL                 | 32         | 5          | CA              | 2               | 2               | -                  | -                  | -                  | -           | -           | -           | 34     | 7      |
| Totale Turan Tovuz | Totale Turan Tovuz | Totale Turan Tovuz | 50         | 5          |                 | 4               | 2               |                    | -                  | -                  |             | -           | -           | 54     | 7      |
| 2024-2025          | Şamaxı             | PL                 | 19         | 5          | CA              | 1               | 0               | -                  | -                  | -                  | -           | -           | -           | 19     | 5      |
| Totale carriera    | Totale carriera    | Totale carriera    | 160        | 22         |                 | 23              | 6               |                    | -                  | -                  |             | -           | -           | 183    | 28     |